# Micromyzodium levipes
Micromyzodium levipes är en insektsart. Micromyzodium levipes ingår i släktet Micromyzodium och familjen långrörsbladlöss. Inga underarter finns listade i Catalogue of Life.